# Felix Femi Ajakaye

Felix Femi Ajakaye (Ibadan, 25 de maio de 1962) é bispo de Ekiti.
Felix Femi Ajakaye foi ordenado sacerdote em 4 de julho de 1987. Papa Bento XVI nomeou-o Bispo Coadjutor de Ekiti em 16 de abril de 2008.
O Bispo de Ekiti, Michael Patrick Olatunji Fagun, deu-lhe a consagração episcopal em 12 de julho do mesmo ano; Os co-consagradores foram Francis Folorunsho Clement Alonge, Bispo de Ondo, e Alfred Adewale Martins, Bispo de Abeokuta.
Depois que Michael Patrick Olatunji Fagun se aposentou, ele o sucedeu em 17 de abril de 2010 como Bispo de Ekiti.